# Los Campos (Soria)
Los Campos es una localidad  de la provincia de Soria, partido judicial de Soria,  Comunidad Autónoma de Castilla y León, España. Pueblo de la comarca de  Tierras Altas que pertenece al municipio de Las Aldehuelas. En esta localidad, muy cercana al Puerto de Oncala, nace el río Cidacos.
Para la administración eclesiástica de la Iglesia católica, forma parte de la Diócesis de Osma la cual, a su vez, pertenece a la Archidiócesis de Burgos.

## Patrimonio
A la entrada del pueblo, aparece una fuente con abrevadero y la pequeña Iglesia de Santa Elena, de ábside románico restaurada en el XIX.

## Icnitas
Cruzando el río se encuentra el yacimiento del Salgar de Silas, con huellas en relieve de grandes dinosaurios saurópodos, entre otros tipos de icnitas. Al sur, en el paraje de Revillejas, aparecen algunas huellas.

## Fiestas
19 y 20 de agosto Santa Elena y San Roque. 

## Centro de interpretación
En el término municipal se encuentra el Centro de interpretación del río Cidacos.

## Ubicación
Se encuentra en la carretera que parte del Puerto de Oncala dirección Santa Cruz de Yanguas.